# Campionato centramericano maschile di pallacanestro 1971
Il 4º Campionato dell'America Centrale e Caraibico Maschile di Pallacanestro FIBA (noto anche come FIBA Centrobasket 1971) si è svolto dal 21 ottobre al 27 ottobre 1971 a Caracas in Venezuela. Il torneo è stato vinto dalla nazionale cubana.
I FIBA Centrobasket sono una manifestazione contesa dalle squadre nazionali di Messico, Centro America e Caraibi, organizzata dalla CONCENCABA (Confederazione America Centrale e Caraibi), nell'ambito della FIBA Americas.

## Squadre partecipanti
- Cuba
- El Salvador
- Guyana
- Porto Rico
- Rep. Dominicana
- Trinidad e Tobago
- Venezuela

## Classifica finale
| Pos | Squadra | V-P |
| --- | --- | --- |
|     | Cuba | 6-0 |
|     | Porto Rico | 5-1 |
|     | Venezuela | 4-2 |
| 4   | Rep. Dominicanade la Cruz, Duquela, Kranwinkel, Monegro, Mora, Prince, Quezada, Rancier, Romero, Rozón, Taveras, Tejeda, Vergés, All. Máximo Vázquez | 2-4 |
| 5   | El Salvador | 2-4 |
| 6   | Trinidad e Tobago | 1-5 |
| 7   | GuyanaBrusche, Caesar, Clarke, Fitzalbert, Henry, Joseph, Pickering, Walters, Wiltshire, All. Hewley Henry                                           | 1-5 |